# إيليا (قرية)
ايليا (Il'ya، أو إيلجا، (بالبيلاروسية: І́лья) (الروسية: Илья́) (بالبولندية: Ilia)، (بالليتوانية: Ilija) هي قرية في بيلاروسيا، بالقرب من مينسك، ورد ذكرها لأول مرة في السجلات التاريخية التي يعود تاريخها إلى أواخر القرن الخامس عشر. بين نهاية الحرب العالمية الأولى و 1939، كانت جزءًا من بولندا. لقد كانت شتيتل يهودية مهمة حتى عام 1942، عندما قُتل جميع مواطنيها اليهود تقريبًا في ساحة البلدة.[بحاجة لمصدر]

## تاريخ
كان أول سجل لإيليا في عام 1473، حيث ورد أنه ينتمي إلى بوجدان ساكوفيتش، حاكم براسلاو لدوقية ليتوانيا الكبرى. في عام 1564، ذكرت إيليا لأول مرة كمدينة. وفقًا لجرد 1650، تضمن الموقع ساحة سوق وثلاثة شوارع و 93 ياردة و 10 منازل عامة. كانت هناك أيضًا كنيسة مبنية حديثًا، حيث احترقت الكنيسة السابقة قبل وقت قصير من الجرد.

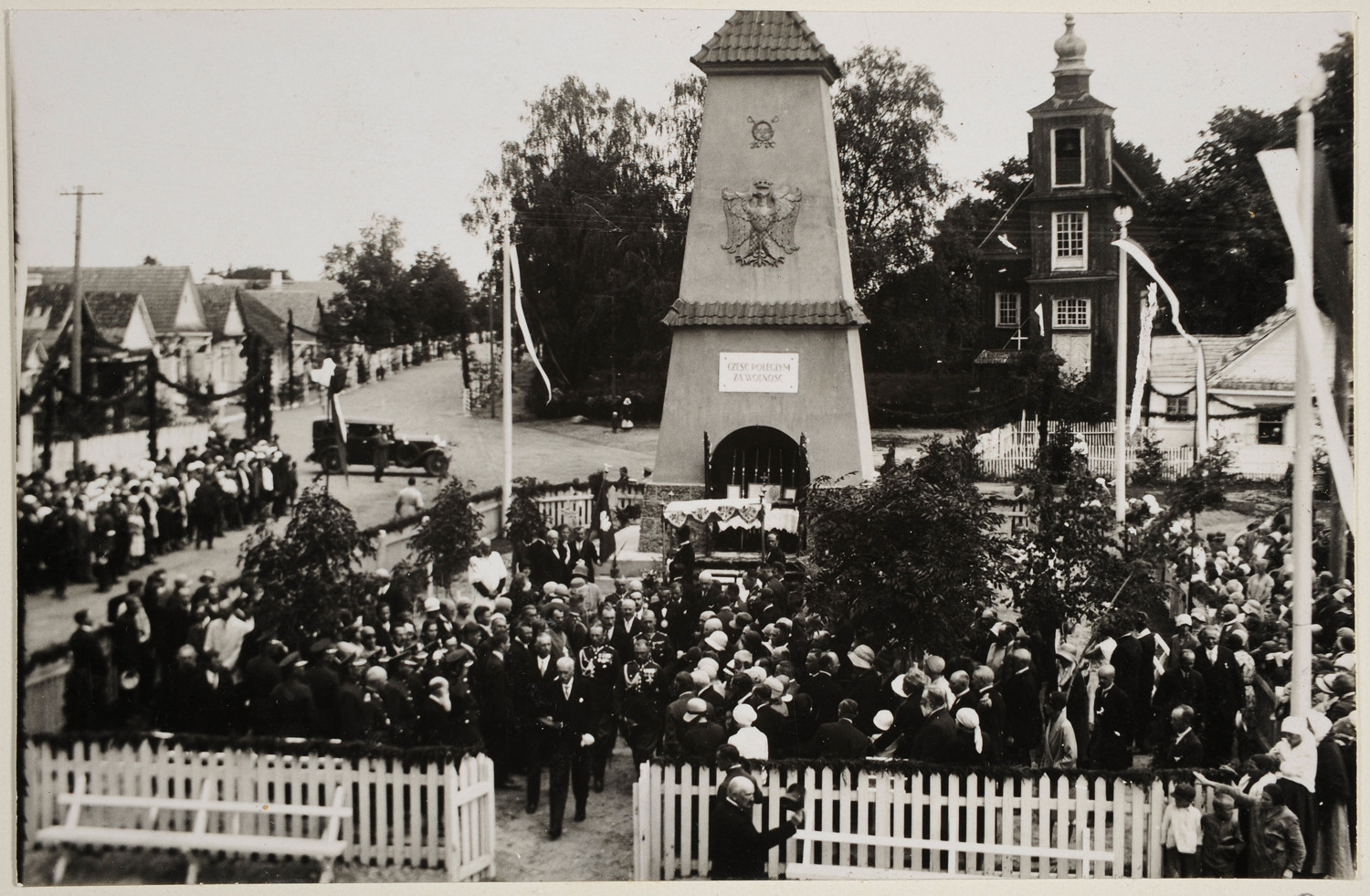
نصب تذكاري في إيليا لمشاركي انتفاضة يناير ،

وفقًا للمعجم الجغرافي لعام 1882 لمملكة بولندا، بدأت المدينة كقصر لأمير رادزيول، وفي وقت مبكر من عام 1634، كانت هناك كنيسة مسيحية ومعبد يهودي. وفقًا للفولكلور، أطلق الأمير على قصره ومنظر نهر قريب اسم «إيليا» بعد حلم جاء إليه فيه النبي إيليا.
بحلول القرن التاسع عشر، كانت هناك أيضًا مدرسة دينية في إيليا. توجد كنيسة كاثوليكية بارزة في القرية، كنيسة قلب يسوع الأقدس، التي صممها أوغتس كلاين اكتملت في عام 1909. نجت الكنيسة من الألبان خلال الحقبة السوفيتية، ولكن رممت في عام 1993.
شارك مواطنو المدينة في انتفاضة يناير، وتمردوا على الإمبراطورية الروسية. شيد نصب تذكاري لتكريم المشاركين في عشرينيات القرن الماضي.

### المحرقة
بحلول القرن العشرين، كان في إيليا مجتمع يهودي قوي. بعد الغزو السوفيتي لبولندا في الحرب العالمية الثانية، ضمت المنطقة مرة أخرى إلى الاتحاد السوفيتي. سقطت المنطقة في أيدي النازيين بعد عملية بربروسا، وأجبر يهود إيليا على العيش في حي اليهود. في 17 مارس 1942، قتل الجنود النازيون ما بين 750 و 900 يهودي. أحرقت القرية وسويت بالأرض عام 1944، قبل تحرير المنطقة بقليل.
ظهرت هذه الواقعة من تاريخ إيليا في الاقتباس الأمريكي للمسلسل التلفزيوني من تظن نفسك؟ في 2010. الممثلة الأمريكية ليزا كودرو (التي اشتهرت بدور فيبي بوفاي في مسلسل أصدقاء المسرحية الهزلية) تعود جذور عائلتها إلى إيليا، حيث هاجرت جدتها لأبيها، جيرترود «جرونيا» فاربرمان. ومع ذلك، بقيت جدتها الكبرى (والدة جرونيا)، ميرا مردخوفيتش (Мера Мордехович)، وكانت من بين المواطنين الذين قُتلوا. في الحلقة، ذهب كودرو إلى ساحة السوق، حيث نُقل يهود إيليا إلى حفرة في وسط المدينة. هناك، صفهم الجنود الألمان في صفين أو ثلاثة في نفس الوقت على حافة الحفرة وأطلقوا النار عليهم، مما أدى إلى سقوطهم فيها. وبحسب إفادة شاهد خلال البرنامج، صب الزيت على الضحايا المصابين واُشعلت النيران. وقيل إن السكان المحليين سمعوا صرخات أولئك الذين نجوا من إطلاق النار وهم يموتون في النيران لساعات بعد ذلك.
في عام 1962، نشرت جمعية أحفاد إيليا في إسرائيل كتاب يزكور، كتاب إيليا، عن تاريخ شتيتل.

## روابط خارجية
- معرض الصور
- كتاب ايليا (مترجم للإنجليزية)
- فهرس المقبرة اليهودية في إيليا، بيلاروسيا[وصلة مكسورة]